# 圣博内德孔达
圣博内德孔达（法語：Saint-Bonnet-de-Condat，法語發音：[sɛ̃ bɔnɛ də kɔ̃da]）是法国康塔尔省的一个市镇，属于圣弗卢尔区。

## 地理
圣博内德孔达（45°16'48"N, 2°47'18"E）面积17.32 平方千米，位于法国奥弗涅-罗讷-阿尔卑斯大区康塔爾省，该省份为法国中南部省份，位于法國中央高原中心，北起科雷兹省、上盧瓦爾省和多姆山省，西接洛特省和科雷兹省，南至阿韦龙省和洛特省，东临上盧瓦爾省和洛泽尔省。
与圣博内德孔达接壤的市镇（或旧市镇、城区）包括：朗代拉、吕加尔德、马尔瑟纳、圣萨蒂南。

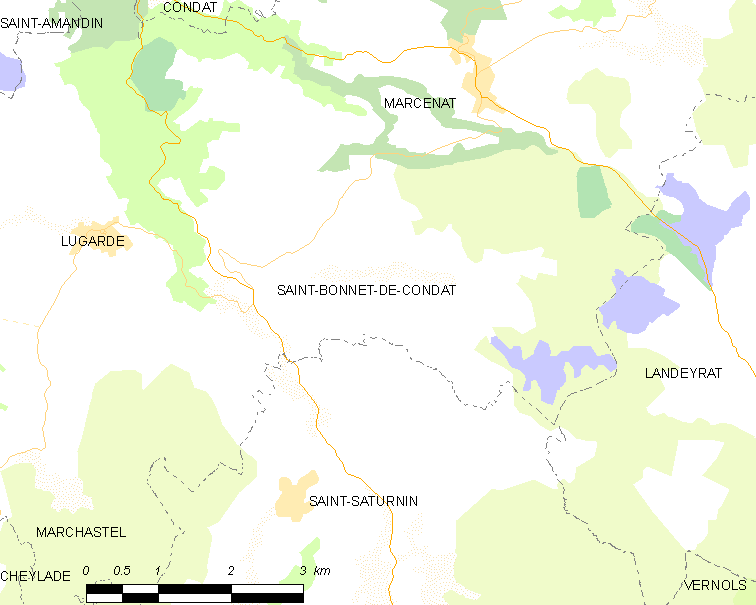
圣博内德孔达的OSM定位图

圣博内德孔达的时区为UTC+01:00、UTC+02:00（夏令时）。

## 行政
圣博内德孔达的邮政编码为15190，INSEE市镇编码为15173。

## 政治
圣博内德孔达所属的省级选区为里永埃斯蒙塔涅县。

## 人口

1962-2008年间圣博内德孔达人口变化图示

圣博内德孔达于2022年1月1日时的人口数量为113人。